# George Greenfield
George William Greenfield (4 tháng 8 năm 1908 – 1981) là một cầu thủ bóng đá từng thi đấu cho Lee Bridge Gasworks và Tottenham Hotspur.

## Sự nghiệp bóng đá
The inside left bắt đầu sự nghiệp thi đấu tại Lea Bridge Gasworks. Năm 1931 ông gia nhập Tottenham Hotspur khi thi đấu 31 trận và ghi 11 bàn từ năm 1931 đến năm 1934.